# Okojo-san
Okojo-san (яп. オコジョさん Окодзё-сан) — японская манга, автором и иллюстратором которой является Аюми Уно. Публиковалась издательством Hakusensha журнале LaLa с 1996 по 2005 год. По мотивам манги студией Radix был выпущен аниме-сериал, который транслировался по телеканалу TV Tokyo с 2 октября 2001 по 24 сентября 2002 года. Всего выпущена 51 серия аниме. По данным на 2001 год, аниме Okojo-san заняло 15 место в списке самых любимых аниме. Аниме была также лицензировано тайваньской компанией Muse Communication Co., Ltd..

## Сюжет
Белый зверёк горностай по имени Окодзё-сан живёт в экзотическом зоо-магазине и однажды сбегает. Бродя долгое время по городу, Окодзё теряет сознание в мусорном баке, где его подбирает студент колледжа Харука Цутия, приняв ошибочно за обыкновенного хорька и приносит жить его в свои апартаменты. Окодзё знакомится с новыми людьми и их маленькими питомцами. Вместе со своими новыми друзьями, Окодзё пытается привыкнуть с новой жизни.

## Список персонажей
Окодзё/Кодзёппи (яп. オコジョさん)
Белый горностай с листом на голове, агрессивный и высокомерный зверёк, который смотрит на людей, как на слуг, или соперников. Несмотря на свой характер, привязывается к своей новой семье.
Сэйю: Миюки Савасиро
Тёрори (яп. ちょろり)
Домашняя мышка. Очень робкая, вежливая и признаёт «высшее положение» Окодзё. Её хозяйка — мангака, которая порой очень жестоко обращается с Тёрори.
Сэйю: Ванилла Ямадзаки
Харука Цутия (яп. )
Студент колледжа, который живёт один в больших апартаментах. Находит Окодзё на помойке и решает ухаживать за ним. Немногословен, в каждой серии говорит лишь несколько фраз. Посещает университет Сумигава вместе с Саэки.
Сэйю: Ютака Койдзуми
Юта Кудо (яп. )
Студентка и постоянный посетитель Харуки. Сначала Харука хотел подарить ей Окодзё, однако Юта отказалась, объясняя это тем, что родители не позволяют ей дома иметь домашних животных. Юта любит играть с Окодзё.
Сэйю: Нанаэ Като
Маюми (яп. )
Студентка, застенчивая девушка, которая влюбилась в Харуку. Очень много мечтает о нём, но стесняется подойти и высказать своё мнение. Её лучшая подруга знает об этом и всячески помогает завоевать сердце Харуки.
Доктор Акихи Цукахара (яп. )
Ветеринар, который очень любит животных, особенно Окодзё. Он называет зверька Кодзёппи и любит поиграть с ним при любой возможности.
Сэйю: Хироки Такахаси
Мияко (яп. )
Медсестра доктора Цукахара. Очень трудолюбивая, хотя сильно раздражается, когда Цукахара забывается, мечтая о Окодзё.
Сэйю: Маюми Сё
Мангака художник (яп. )
Хозяйка Тёрори, мангака-неудачник, любит издеваться над Тёрори самыми разными способами. Так как терпит неудачи в продвижении своих работ, боится звонка издателя, но когда издатель доволен работой, она становится добрее.
Сэйю: Эрико Кигава
Руру у Рука Тадакоро (яп. )
Девочки-близняшки дошкольного возраста. Любят играть в странные игры и петь.
Сюн Саэки (яп. )
Студент колледжа, который живёт в многоквартирном доме. Разделяет квартиру со своей младшей сестрой Томоко. Всегда ходит с закрытыми глазами и загадочной улыбкой. Иногда разговаривает сам с собой. Любит грубо играть с Окодзё. Сначала хотел сделать Окодзё своим зверьком, но позже обзавёлся другим питомцем: хорьком по имени Татин.
Сэйю: Хидэтака Харада
Томоко Саэки (яп. )
Имеет такой же характер, что и брат Сюн. Играет с Окодзё, используя его, как шарф. Очень весёлая и всегда улыбается.
Сэйю: Саяка Накамура

## Список серий аниме
| Серии |
| --- |
| 1# Okojo-san has arrived!/ Okojo-san goes to the hospital (オコジョさんが来た!/オコジョさん、病院へ行く)  |
| 2# Kojopy’s Siawase Apartment Exploration/ Saeki laughs. (コジョピーのしあわせ荘探検/笑うサエキ)          |
| 3# Okojo’s grave/The enemy is a cleaning machine (オコジョの墓/敵は掃除機)                                |
| 4# Kojopii goes to paradise/Kojopii’s campus life (コジョピー、パラダイスへ/コジョピーのキャンパス生活)   |
| 5# Kojopii’s secret/Kojopii vs Tatchin (コジョピーの秘密/コジョピーVSタッチン)                            |
| 6# Tatchin’s tears/Kojopii’s nightmare (タッチンの涙/コジョピーの悪夢)                                    |
| 7# Kojopii’s makeover!/Kojopii in love (コジョピー大変身!/恋するコジョピー)                               |
| 8# The fantastic hiking/Cosmos-hata’s Tsukahara (すてきなハイキング/コスモス畑のツカハラ)                 |
| 9# Life with Kojopii/There is paradise in Kotatsu (コジョピーのいる生活/コタツの中はパラダイス)           |
| 10# Yuki, Yuuta and Karaage/Leader Okojo! Appearance Chapter (雪とゆうたとカラアゲと/オコジョ番長!登場編) |
| 11# Choruri and Nezumi-dono/I like Kojopii (ちょろりとネズミどの/好きすきコジョピー)                      |

## Музыка
Открытие
- Ano ko no Happy Face — сёстры Сиавасэ (сер. 1-25)
- Kojopii no Uta — Тиавасэ Окодзё-гуми (сер. 26-51)

Концовка
- Nemuku Naru Made — Хидэаки Такатори (сер. 1-25)
- Poka Poka Kojoru — Мика Сакэнобэ (сер. 26-51)